# Militza de Monténégro
 (octobre 2008).
Si vous disposez d'ouvrages ou d'articles de référence ou si vous connaissez des sites web de qualité traitant du thème abordé ici, merci de compléter l'article en donnant les références utiles à sa vérifiabilité et en les liant à la section « Notes et références ».
Militza de Monténégro (en serbe en écriture cyrillique : Милица Николајевна, en russe : Милица Николаевна Черногорская), née le 26 juillet 1866 à Cetinje, et décédée le 5 septembre 1951 à Alexandrie en Égypte, est une princesse de Monténégro devenue par son mariage grande-duchesse de Russie.

## Famille
Militza est la deuxième fille de Nicolas Ier de Monténégro et de Milena Vukotić.
Le 7 août 1889, la princesse Militza de Monténégro épouse à Peterhof un petit-fils du tsar Nicolas Ier de Russie, le grand-duc Pierre Nikolaïevitch, fils de Nicolas Nikolaievitch et d'Alexandra Petrovna d'Oldenbourg, dite Alek.
De cette union sont nés :
- Marina Petrovna, en 1927 elle épouse Alexandre Galitzine (1885-1973),

- Roman Petrovich[1], qui épouse en 1921 Prascovia Dmitrievna Cheremetieva (1901-1980),

- Nadejda Petrovna, qui épouse en 1917 le prince Nicolas Orlov dont elle divorce en 1940,

- Sofia Petrovna de Russie.

## Biographie

### L’empire russe

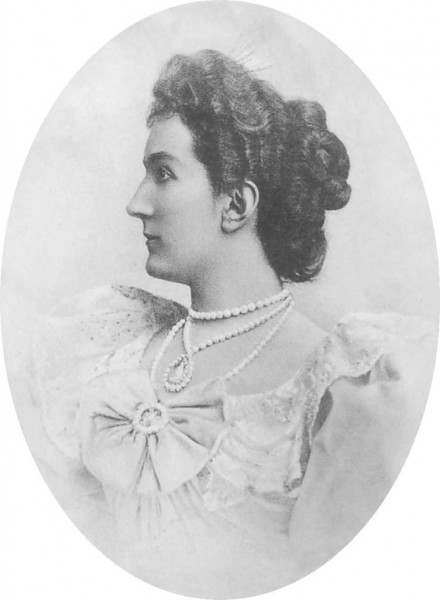
Militza de Monténégro.

En 1882, Militza de Monténégro et ses sœurs Anastasia, Hélène et Maritza de Monténégro sont invitées par le tsar Alexandre III de Russie à étudier à l’Institut Smolny de Saint-Pétersbourg où elles reçoivent une solide éducation . La princesse parle cinq langues dont le persan, et étudie particulièrement l'histoire de l'orthodoxie. Militza de Monténégro et sa sœur Anastasia, comme leurs maris, portent un vif intérêt aux sciences occultes, ce qui leur vaut à la cour impériale de Russie le surnom de « Péril noir ».
Si elles sont peu appréciées par beaucoup de membres de la famille impériale à cause de leur liberté d’esprit, elles sont proches de la tsarine Alexandra Feodorovna. On attribue à Militza de Monténégro et à sa sœur Anastasia l’introduction auprès du couple impérial, alors en voyage officiel en France en 1901, de Nizier-Anthelme Philippe, dit le Maître Philippe de Lyon, un guérisseur français. La grande-duchesse reçoit souvent Raspoutine et les dames de la haute société russe entichées du staretz . C’est dans son salon qu’a lieu la rencontre entre Raspoutine et Anna Vyroubova, qui, quelque temps plus tard, le présente à la famille impériale. Toutefois, les deux sœurs perdent leur influence auprès de la tsarine vers 1909.

### L’exil

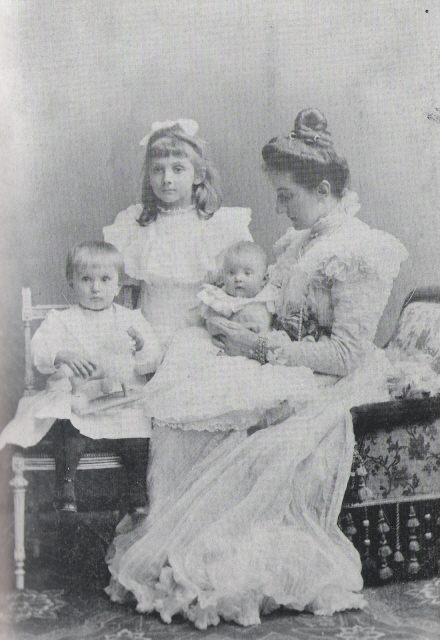
Militza de Monténegro avec ses trois enfants aînés vers 1898.

Lors de l'abdication de Nicolas II de Russie en mars 1917, Militza vit avec son époux à la Villa Dulber en Crimée. La grande-duchesse quitte la Russie en avril 1919, sur le cuirassé britannique HMS Malborough. Le couple s'installe au Cap d'Antibes, puis en Italie. Alors que certains membres de la famille impériale vendent leurs bijoux pour subsister, le couple a fait avant la Révolution russe l'acquisition d'un château en France situé dans les environs de la capitale, et d'une villa au Cap d'Antibes. Les deux frères Nikolaïevitch et leurs épouses vivent ensemble. Les deux princesses monténégrines sont durement atteintes par la disparition du royaume du Monténégro annexé par la Serbie en 1918.
Lors de la Seconde Guerre mondiale, Militza de Monténégro réside à Rome, et, pendant l'occupation de la capitale italienne par l'armée allemande, la grande-duchesse et sa sœur la reine d'Italie, Hélène de Monténégro, sont menacées de déportation, et se réfugient dans le couvent du Sacré-Cœur appartenant au Saint-Siège. Quelques mois plus tard, un officier allemand d'origine autrichienne, le comte Ferdinand Thun-Hohenstein, offre, au péril de sa vie, son soutien aux deux princesses, et facilite leur transfert au Vatican. Malheureusement, la princesse Mafalda, fille de la reine d'Italie, meurt en déportation .

### Décès
Militza de Monténégro meurt en Égypte en 1951. Sa dépouille est transférée en France, où elle repose dans l'église Saint-Michel-Archange de Cannes, aux côtés de son époux.

## Descendance
La grande-duchesse Militza de Monténégro est la grand-mère des anciens chefs de la Maison impériale de Russie, les princes Nicolas Romanovitch et Dimitri Romanovitch de Russie.

## Distinction
- 23 mai 1889 : dame grand-croix de l'ordre de Sainte-Catherine